# Света София (Несебър)
Вижте пояснителната страница за други значения на Света София.
„Света София“, известна като Старата митрополия, е православна църква в Несебър, Източна България. Тя е част от Архитектурно-историческия резерват в града, който е част от Световното наследство на ЮНЕСКО и един от 100-те национални туристически обекта.

## История и архитектура
Църквата „Света София“, т. нар. „Стара митрополия“, е разположена на предполагаемия стар център на града. Тя е трикорабна базилика с една полукръгла апсида, която отвън е тристенна, с нартекс и атрий (вътрешен двор). Дължината ѝ е 25,5 метра. Страничните кораби са отделени от централния чрез градени от камък правоъгълни стълбове, свързани с тухлени арки. Над тях стъпва втора аркада. На източната стена над апсидата са разположени три аркирани прозореца. Базиликата е имала двускатен покрив, който не е запазен. В апсидата почти в цялост е съхранен синтронът. Отвътре църквата е била измазана с хоросан и стенописана. Целият под е бил покрит с мозайка от малки разноцветни камъчета. Вдясно от апсидата е вграден мраморен блок, върху който е вдълбан стих от старозаветен псалм; падналата мазилка открива проникновен вопъл към бъдните поколения: „И викът ми нека стигне до теб!“
Базиликата е построена непосредствено след Халкедонския събор през 451 година, когато Тракийския диоцез преминава под юрисдикцията на константинополския патриарх. Сградата е разрушена от аварите през VI век и възстановена в началото на VII век. Сегашния си вид тя придобива след преустройство в началото на IX век. През Средновековието църквата е катедрален храм на Месемврийска епархия.
През 1257 г. венецианският флот на Джакомо Доро ограбва църквата, отнасяйки в църквата „Сан Салваторе“ във Венеция редица реликви – мощите на свети Теодор Стратилат, ръка и челюсти на апостол Андрей Първозвани, череп на свети Сист и ръка на апостол Вартоломей. Към края на XVIII век е изоставена.

## Други
Други паметници на раннохристиянската и ранновизантийска архитектура в България:
- Беловската базилика, гр. Белово (V – VI век)
- Еленската базилика „Свети Илия“, гр. Пирдоп (IV век)
- Червената църква, гр. Перущица (V – VI век)
- Свети Георги (ротонда), гр. София (IV век)
- Света София, гр. София (IV век)